# パー・アンダーソン
パー・アンダーソン（Per Andersson、1976年11月17日 - ）は、スウェーデンの俳優。

## 出演作品
- シンプル・シモン